# Hombori Tondo
Hombori Tondo är Malis högsta berg.   Det ligger i regionen Mopti, i den centrala delen av landet, 700 km öster om huvudstaden Bamako. Toppen på Hombori Tondo är 1 155 meter över havet.